# Carlos Neves Tavares
Carlos Neves Tavares (Tomar, Tomar, 1914 — 1972) foi um botânico e professor universitário, especialista em líquenes.
Era filho do professor primário Joaquim Cardoso Tavares, natural de Santarém, e de Heloísa Alice das Neves Tavares, também natural de Tomar.
A 3 de agosto de 1940, casou civilmente em Lisboa com Irene Borges de Macedo (Santos-o-Velho, Lisboa, c. 1915 — 21 de junho de 1970), doméstica, irmã de Jorge Borges de Macedo (padrinho de casamento), filha do professor José Pinto de Macedo, natural de Vila Nova de Gaia (freguesia de Santa Marinha), e de sua mulher Maria da Conceição Borges de Macedo, doméstica, natural de Macedo de Cavaleiros (freguesia de Vale Benfeito).